# Тигровый (приток Рудной)
Тигровый — распадок и ручей в Дальнегорске, в микрорайоне Горелое. Протяжённость ручья 4,3 км, площадь водосбора 8,27 км².
Берёт начало на водораздельном хребте между Рудной и Кривой, впадает справа в среднее течение р. Рудная. Исток находится на западном склоне горы с отметкой 735 на высоте приблизительно 540 м. Впадает в Рудную в 200 м ниже по течению от моста на трассе А-198.

## Гидрология
Местные особенности гидрологии ручья определяются микроклиматом, характером расположения горных склонов и подстилающих пород. Из климатических особенностей следует указать на то, что из-за большой площади, занимаемой затенёнными склонами, снега к началу таяния скапливается на них больше и снеготаяние несколько растянуто по времени. В результате, весенний подъём воды в ручье выражен лучше, чем в ручьях на противоположной (солнечной) стороне долины Рудной. То есть доля снегового питания несколько выше, чем в бассейнах ручьёв, обращённых к югу, снег в которых в значительной степени испаряется ещё до начала таяния. Те же факторы препятствуют повышенной испаряемости в летнее время. В результате расход воды в ручье относительно постоянен. Продолжительность ледостава около 5 месяцев. В нижнем течении в русле ключа образуются крупные наледи, иногда сохраняющиеся до распускания листвы на деревьях.

## Геоморфология
Водосборная площадь расположена на крутых склонах и склонах средней крутизны. В устьях притоков встречаются конусы выноса. Пойма узкая, ручей на протоки не разбивается. В нижнем течении впадает крупный, почти равнозначный приток (Прав. Тигровый?). Ниже его впадения долина расширяется до 150 м. Вблизи впадения в Рудную ручей врезается в подстилающие породы. Пойма в этом месте углублена по отношению к поверхности долины на 5 — 6 м, в бортах обнажены коренные породы.

## Природа
Большая часть территории бассейна Тигрового занята смешанным лесом из дуба, липы, берёзы, осины, клёна, с примесью ели и лиственницы. В большей степени хвойные леса встречаются по днищам распадков и в верхнем поясе на северных склонах (елово-пихтовые). Лиственичники с подлеском рододендрона встречаются по крутым северным склонам. В бассейне Тигрового встречаются скалистые участки (юго-восточные склоны г. Сахарная) и небольшие курумы (в верховьях Прав. Тигрового).

## Экономика, население
В бассейне Тигрового имеется постоянное население. На расстояние 0,8 км от устья вверх по долине протягивается ул. Тигровая г. Дальнегорска. По левому борту долины в 1990-х велось строительство коттеджного посёлка, но он остался недостроенным. Несколько десятилетий назад велись геологоразведочные работы, проходились канавы, бульдозерные расчистки. До сих пор в проезжем состоянии сохранились лесные дороги на буровые на северный склон Сахарной и в верховья Прав. Тигрового. Грунтовая дорога проложена вдоль всего ручья с перевалом в бассейн Кривой и в соседний кл. Светлый (дорога на Южно-солонцовское рудопроявление). На ручье имеется два автомобильных брода.

## Отдых и туризм
Благодаря своей близости к жилым районам и возможности проехать на автомобиле (за исключением зимы и весны), Тигровый часто посещается людьми. Это одно из мест Дальнегорска, где практически не тронутая тайга подступает вплотную к городу, начинаясь сразу за последними жилыми домами.